# ژن‌های شیطانی

جلد کتاب ژن های شیطانی

ژن های شیطانی به طور کلی به ژن هایی اشاره داره که باعث بروز رفتار ضد اجتماعی و باعث  ایجاد احتمالی اختلال شخصیت ضداجتماعی  می شود .همچنین این نام یک کتاب نیز هست که توسط  باربارا اوکلی نوشته شده است  و در سال ۲۰۰۷ توسط انتشارات Prometheus Books منتشر شد .